# Parasthetops confluentus
Parasthetops confluentus är en skalbaggsart som beskrevs av Perkins 2008. Parasthetops confluentus ingår i släktet Parasthetops och familjen vattenbrynsbaggar. Inga underarter finns listade i Catalogue of Life.